# Ангвила на Светском првенству у атлетици на отвореном 2013.
Ангвила је учествовала на Светском првенству у атлетици на отвореном 2013. одржаном у Москви од 10. до 18. августа четрнаести пут, односно учествовала је на свим првенствима до данас. Репрезентацију Ангвиле представљао је један такмичар који се такмичио у трци на 100 метара.
На овом првенству Ангвила није освојила ниједну медаљу нити је постигнут неки рекорд.

## Резултати

### Мушкарци
| Атлетичар     | Дисциплина | Лични рекорд | Предтакмичење | Предтакмичење | Квалификације        | Квалификације        | Полуфинале           | Полуфинале           | Финале               | Финале  | Детаљи                                       |
| Атлетичар     | Дисциплина | Лични рекорд | Резултат      | Место         | Резултат             | Место                | Резултат             | Место                | Резултат             | Место   | Детаљи                                       |
| ------------- | ---------- | ------------ | ------------- | ------------- | -------------------- | -------------------- | -------------------- | -------------------- | -------------------- | ------- | -------------------------------------------- |
| Кеирон Роџерс | 100 м      | 10,55        | 10,80         | 4 гр 2        | Није се квалификовао | Није се квалификовао | Није се квалификовао | Није се квалификовао | Није се квалификовао | 58 / 75 | Архивирано на веб-сајту (30. септембар 2013) |